# PAT Noticias
PAT Noticias (anteriormente Noticias PAT) es un noticiero de origen boliviano que se emitió por varias cadenas desde 1990 hasta 1997 y la cadena de televisión PAT desde 1997. 
PAT Noticias fue creada por el ex-presidente de Bolivia, Carlos Mesa, en conjunto con sus socios Amalia Pando, Mario Espinoza y Ximena Valdivia.

## Historia

### Como productora de noticias

#### Etapa de Red Uno (1990-1992)
Cuando el presentador de noticias, Carlos Mesa renunció de seguir trabajando en Telesistema Boliviano, en julio de 1990, decidió hacer incursión en un proyecto propio con sus colegas de TSB, Amalia Pando y Mario Espinoza. 
Después de recurrir a un crédito bancario, el 1 de agosto de 1990, se funda Periodistas Asociados de Televisión (o por sus siglas actuales, P.A.T.). Su principal socio es el Canal Once (actualmente, Red Uno), cuando Pando, Mesa y Espinoza firman con Rene Meyer (gerente del canal) y empiezan a emitir desde el 15 de septiembre de 1990.
Desde sus oficinas en la Avenida Saavedra, en la ciudad de La Paz, el canal Once recibió la señal hacia Ciudad Satélite en El Alto para posteriormente, retransmitir la señal que recibía de la productora. La alianza duró dos años, hasta las Elecciones generales de Bolivia de 1993, quien tuvo como ganador a Gonzalo Sánchez de Lozada.

#### Etapa de Televisión Boliviana (1992-1997)
Luego de la asunción a la presidencia del político boliviano, Jaime Paz Zamora, su Gobierno hace una licitación para el servicio de noticias (en un intento de alianza entre el MIR y el ADN), de la cual solo PAT se presentó como concursante. 
Tras las elecciones de 1993, donde Sanchez de Lozada gana con el MNR, PAT empieza a diversificar su oferta de producción en programas nuevos como De Cerca, pero sin limitarse a Noticias PAT.

### Como canal de televisión

#### Etapa de Carlos Mesa (1997-2002)
Cuando Hugo Banzer ganó las Elecciones generales de Bolivia de 1997, su Gobierno decidió anular la concesión que tenía entre Televisión Boliviana y PAT. Entonces, la productora decide fundar finalmente un canal de televisión abierta, dedicada exclusivamente a las noticias.
La productora tuvo una disputa con el gobierno de Banzer, debido a las denuncias de vínculos con el narcotráfico, mientras ejerció en la era de los gobiernos militares, lo que provocó que no se renovara la concesión.

## Presentadores

### Presentadores actuales
- María Delgado

### Presentadores anteriores
- Carlos Valverde
- Jaime Iturri